# Tito Verginio Tricosto Celiomontano (cónsul 448 a. C.)
Tito Verginio Tricosto Celiomontano (en latín, Titus Verginius Tricostus Caelimontanus), cónsul romano en el año 448 a. C., con Larte Herminio Coritinesano. Posiblemente, Fue hijo del cónsul del año 456 a. C., Espurio Verginio Tricosto Celiomontano.
Sobre su consulado, la historiografía romana no informa de ningún hecho relevante.